# Blodvärde
Blodvärde, Hb, brukar man kalla koncentrationen hemoglobin i blodet. Blodvärdet brukar mätas i gram per liter och ett normalt värde för en man är cirka 130–170 g/l och för en kvinna 120–155 g/l. Att mannens Hb är högre än kvinnans beror på att män har robustare kroppsbyggnad och utvecklar mer muskler än kvinnor. Proteinet hemoglobin finns i de röda blodkropparna och sköter blodets förmåga att transportera syre. Lågt blodvärde kan leda till kraftlöshet och trötthet och kallas för anemi.
Blodvärdet kan påverkas av flera faktorer. Orsaker till att det höjs kan vara uttorkning, varav blodplasman minskar och blodet koncentreras. Om man vistas på hög höjd, där syrehalten är lägre, kommer kroppen att öka nybildningen av blodkroppar så att blodvärdet stiger. Genom det högre blodvärdet kan kroppen då transportera ungefär lika mycket syrgas i blodet som med ett lägre blodvärde vid havsnivå. Rökare har ofta högre blodvärde beroende på att den kolmonoxid de dagligen får i sig blockerar en del hemoglobin. Även detta kompenserar kroppen genom att bilda fler blodkroppar så att den effektiva mängden hemoglobin blir normal. Man kan också ha en rubbning i benmärgen så att den hela tiden producerar för mycket röda blodkroppar, så kallad polycytemia vera.
Blodvärdet kan sjunka av flera orsaker. Om man drabbas av leukemi kan den tränga undan nybildningen av röda blodkroppar (röda blodkroppar bildas i benmärgen). Det finns också läkemedel och gifter som kan hämma benmärgsfunktionen, liksom kraftiga och utbredda inflammationer kan göra det. För bildningen av röda blodkroppar behövs bland annat järn och kobalamin, varför en brist på något av dessa kan orsaka ett lågt blodvärde. Bildandet av röda blodkroppar stimuleras av hormonet erytropoetin som bildas i njurarna, och därför kan man även få ett lågt blodvärde vid njursvikt. Om man ofta drabbas av blödningar, framförallt kraftiga mensblödningar eller blödningar till tarmen, kan man successivt utarma järndepåerna i kroppen och få ett lägre blodvärde. 
När man lämnar blod sjunker blodvärdet med ungefär 10 g/l.